# National Basketball Association 2009/2010
National Basketball Association 2009/2010 är den 64:e säsongen av NBA, och den reguljära säsongen löper från tisdagen den 27 oktober 2009 till onsdagen den 14 april 2010, följd av ett slutspel fram till juni 2010. Samtliga 30 lag spelar 82 matcher under grundserien vilket gör att det spelas totalt 1 230 matcher under säsongen innan slutspelet inleddes den 17 april 2010.
Torsdagen den 17 juni 2010 vann Los Angeles Lakers sin sextonde NBA-titel (de fem första som Minneapolis Lakers) efter att ha besegrat Boston Celtics med 4-3 i matcher i en finalserie i bäst av 7 matcher.
För andra gången i historien hade alla åtta slutspelslag i Western Conference vunnit minst 50 matcher under grundseriespelet. Första gången detta hände var säsongen 2007/2008.
Den 59:e All Star-matchen spelades den 14 februari 2010 inför 108 713 åskådare. East Conference vann matchen över Western Conference med 141-139 som spelades i Cowboys Stadium i Arlington, Texas, och som i normala fall är hemmaarena för NFL-laget Dallas Cowboys.
Den årliga NBA-draften hölls den 25 juni 2009, där Los Angeles Clippers hade första valet. Den då 22-årige svensken Jonas Jerebko blev vald i andra rundan, som nummer 39 totalt, av Detroit Pistons. I och med Jerebkos debutsäsong i serien så har den första svensken spelat i NBA. Han spelade totalt 80 av lagets 82 grundseriematcher och blev även i februari 2010 utsedd till "Månadens spelare" för rookies (nykomlingar).

## Grundserien

### Eastern Conference
Not: V = Vinster, F = Förluster, PCT = Vinster i procent, Hemma = Vinster/Förluster hemma, Borta = Vinster/Förluster borta, Div = Matcherna i sin Division
- Z = Ligavinnare
- Y = Divisionsvinnare
- X = Slutspelslag

| Atlantic Division  | V  | F  | PCT  | Hemma | Borta | Div  |
| ------------------ | -- | -- | ---- | ----- | ----- | ---- |
| y-Boston Celtics   | 50 | 32 | .610 | 24–17 | 26–15 | 13–3 |
| Toronto Raptors    | 40 | 42 | .488 | 25–16 | 15–26 | 11–5 |
| New York Knicks    | 29 | 53 | .354 | 18–23 | 11–30 | 6–10 |
| Philadelphia 76ers | 27 | 55 | .329 | 12–29 | 15–25 | 7–9  |
| New Jersey Nets    | 12 | 70 | .146 | 8–33  | 4–37  | 3–13 |

| Central Division      | V  | F  | PCT  | Hemma | Borta | Div  |
| --------------------- | -- | -- | ---- | ----- | ----- | ---- |
| z-Cleveland Cavaliers | 61 | 21 | .744 | 35–6  | 26–15 | 12–4 |
| x-Milwaukee Bucks     | 46 | 36 | .561 | 28–13 | 18–23 | 10–6 |
| x-Chicago Bulls       | 41 | 41 | .500 | 24–17 | 17–24 | 10–6 |
| Indiana Pacers        | 32 | 50 | .390 | 23–18 | 9–32  | 6–10 |
| Detroit Pistons       | 27 | 55 | .329 | 17–24 | 10–31 | 2–14 |

| Southeast Division  | V  | F  | PCT  | Hemma | Borta | Div  |
| ------------------- | -- | -- | ---- | ----- | ----- | ---- |
| y-Orlando Magic     | 59 | 23 | .720 | 34–7  | 25–16 | 10–6 |
| x-Atlanta Hawks     | 53 | 29 | .646 | 34–7  | 19–22 | 8–8  |
| x-Miami Heat        | 47 | 35 | .573 | 24–17 | 23–18 | 9–7  |
| x-Charlotte Bobcats | 44 | 38 | .537 | 31–10 | 13–28 | 10–6 |
| Washington Wizards  | 26 | 56 | .317 | 15–26 | 11–30 | 3–13 |

| Nr | Eastern Conference    | Eastern Conference | Eastern Conference | Eastern Conference | Eastern Conference |
| Nr | Lag                   | V                  | F                  | PCT                |                    |
| -- | --------------------- | ------------------ | ------------------ | ------------------ | ------------------ |
| 1  | z-Cleveland Cavaliers | 61                 | 21                 | .744               |                    |
| 2  | y-Orlando Magic       | 59                 | 23                 | .720               |                    |
| 3  | x-Atlanta Hawks       | 53                 | 29                 | .646               |                    |
| 4  | y-Boston Celtics      | 50                 | 32                 | .610               |                    |
| 5  | x-Miami Heat          | 47                 | 35                 | .573               |                    |
| 6  | x-Milwaukee Bucks     | 46                 | 36                 | .561               |                    |
| 7  | x-Charlotte Bobcats   | 44                 | 38                 | .537               |                    |
| 8  | x-Chicago Bulls       | 41                 | 41                 | .500               |                    |
|    |                       |                    |                    |                    |                    |
| 9  | Toronto Raptors       | 40                 | 42                 | .488               |                    |
| 10 | Indiana Pacers        | 32                 | 50                 | .390               |                    |
| 11 | New York Knicks       | 29                 | 53                 | .354               |                    |
| 12 | Detroit Pistons       | 27                 | 55                 | .329               |                    |
| 13 | Philadelphia 76ers    | 27                 | 55                 | .329               |                    |
| 14 | Washington Wizards    | 26                 | 56                 | .317               |                    |
| 15 | New Jersey Nets       | 12                 | 70                 | .146               |                    |

### Western Conference
Not: V = Vinster, F = Förluster, PCT = Vinster i procent, Hemma = Vinster/Förluster hemma, Borta = Vinster/Förluster borta, Div = Matcherna i sin Division
- C = Conference-vinnare
- Y = Divisionsvinnare
- X = Slutspelslag

| Northwest Division       | V  | F  | PCT  | Hemma | Borta | Div  |
| ------------------------ | -- | -- | ---- | ----- | ----- | ---- |
| y-Denver Nuggets         | 53 | 29 | .646 | 34–7  | 19–22 | 12–4 |
| x-Utah Jazz              | 53 | 29 | .646 | 32–9  | 21–20 | 8–8  |
| x-Portland Trail Blazers | 50 | 32 | .610 | 26–15 | 24–17 | 8–8  |
| x-Oklahoma City Thunder  | 50 | 32 | .610 | 27–14 | 23–18 | 9–7  |
| Minnesota Timberwolves   | 15 | 67 | .183 | 10–31 | 5–36  | 3–13 |

| Pacific Division      | V  | F  | PCT  | Hemma | Borta | Div  |
| --------------------- | -- | -- | ---- | ----- | ----- | ---- |
| c-Los Angeles Lakers  | 57 | 25 | .695 | 34–7  | 23–18 | 13–3 |
| x-Phoenix Suns        | 54 | 28 | .659 | 32–9  | 22–19 | 12–4 |
| Los Angeles Clippers  | 29 | 53 | .354 | 21–20 | 8–33  | 5–11 |
| Golden State Warriors | 26 | 56 | .317 | 18–23 | 8–33  | 5–11 |
| Sacramento Kings      | 25 | 57 | .305 | 18–23 | 7–34  | 5–11 |

| Southwest Division  | V  | F  | PCT  | Hemma | Borta | Div  |
| ------------------- | -- | -- | ---- | ----- | ----- | ---- |
| y-Dallas Mavericks  | 55 | 27 | .671 | 28–13 | 27–14 | 10–6 |
| x-San Antonio Spurs | 50 | 32 | .610 | 29–12 | 21–20 | 9–7  |
| Houston Rockets     | 42 | 40 | .512 | 23–18 | 19–22 | 9–7  |
| Memphis Grizzlies   | 40 | 42 | .488 | 23–18 | 17–24 | 5–11 |
| New Orleans Hornets | 37 | 45 | .451 | 24–17 | 13–28 | 7–9  |

| Nr | Western Conference       | Western Conference | Western Conference | Western Conference | Western Conference |
| Nr | Lag                      | V                  | F                  | PCT                |                    |
| -- | ------------------------ | ------------------ | ------------------ | ------------------ | ------------------ |
| 1  | c-Los Angeles Lakers     | 57                 | 25                 | .695               |                    |
| 2  | y-Dallas Mavericks       | 55                 | 27                 | .671               |                    |
| 3  | x-Phoenix Suns           | 54                 | 28                 | .659               |                    |
| 4  | y-Denver Nuggets         | 53                 | 29                 | .646               |                    |
| 5  | x-Utah Jazz              | 53                 | 29                 | .646               |                    |
| 6  | x-Portland Trail Blazers | 50                 | 32                 | .610               |                    |
| 7  | x-San Antonio Spurs      | 50                 | 32                 | .610               |                    |
| 8  | x-Oklahoma City Thunder  | 50                 | 32                 | .610               |                    |
|    |                          |                    |                    |                    |                    |
| 9  | Houston Rockets          | 42                 | 40                 | .512               |                    |
| 10 | Memphis Grizzlies        | 40                 | 42                 | .488               |                    |
| 11 | New Orleans Hornets      | 37                 | 45                 | .451               |                    |
| 12 | Los Angeles Clippers     | 29                 | 53                 | .354               |                    |
| 13 | Golden State Warriors    | 26                 | 56                 | .317               |                    |
| 14 | Sacramento Kings         | 25                 | 57                 | .305               |                    |
| 15 | Minnesota Timberwolves   | 15                 | 67                 | .183               |                    |

## Slutspelet
De åtta bästa lagen i den östra och den västra konferensen går till slutspel där det bäst rankade laget möter det åttonde, andra mot sjunde osv. I andra rundan (Konferenssemifinalerna) har de två bäst placerade lagen i grundserien fördel av hemmaplan och i tredje (Konferensfinalerna) har det bäst placerade laget fördel av hemmaplan. Alla slutspelsserier avgörs i bäst av 7 matcher.

### Slutspelsträd
|  | Konferenskvartsfinaler | Konferenskvartsfinaler | Konferenskvartsfinaler |             |   | Konferenssemifinaler | Konferenssemifinaler | Konferenssemifinaler |  |  | Konferensfinaler | Konferensfinaler | Konferensfinaler |  |  | NBA-final | NBA-final | NBA-final |  |
|  |                        |                        |                        |             |   |                      |                      |                      |  |  |                  |                  |                  |  |  |           |           |           |  |
|  | 1                      | Cleveland              | 4                      |             |   |                      |                      |                      |  |  |                  |                  |                  |  |  |           |           |           |  |
|  | 1                      | Cleveland              | 4                      |             |   |                      |                      |                      |  |  |                  |                  |                  |  |  |           |           |           |  |
|  | 8                      | Chicago                | 1                      |             |   |                      |                      |                      |  |  |                  |                  |                  |  |  |           |           |           |  |
|  | 8                      | Chicago                | 1                      |             | 1 | Cleveland            | 2                    |                      |  |  |                  |                  |                  |  |  |           |           |           |  |
|  |                        |                        |                        |             | 1 | Cleveland            | 2                    |                      |  |  |                  |                  |                  |  |  |           |           |           |  |
|  |                        |                        | 4                      | Boston      | 4 |                      |                      |                      |  |  |                  |                  |                  |  |  |           |           |           |  |
|  | 4                      | Boston                 | 4                      | Boston      | 4 | 4                    |                      |                      |  |  |                  |                  |                  |  |  |           |           |           |  |
|  | 4                      | Boston                 |                        |             |   |                      |                      |                      |  |  |                  |                  |                  |  |  |           |           |           |  |
|  | 5                      | Miami                  | 1                      |             |   |                      |                      |                      |  |  |                  |                  |                  |  |  |           |           |           |  |
|  | 5                      | Miami                  | 1                      |             | 4 | Boston               | 4                    |                      |  |  |                  |                  |                  |  |  |           |           |           |  |
|  | Eastern Conference     |                        |                        |             | 4 | Boston               | 4                    |                      |  |  |                  |                  |                  |  |  |           |           |           |  |
|  |                        |                        | 2                      | Orlando     | 2 |                      |                      |                      |  |  |                  |                  |                  |  |  |           |           |           |  |
|  | 3                      | Atlanta                | 2                      | Orlando     | 2 | 4                    |                      |                      |  |  |                  |                  |                  |  |  |           |           |           |  |
|  | 3                      | Atlanta                |                        |             |   |                      |                      |                      |  |  |                  |                  |                  |  |  |           |           |           |  |
|  | 6                      | Milwaukee              | 3                      |             |   |                      |                      |                      |  |  |                  |                  |                  |  |  |           |           |           |  |
|  | 6                      | Milwaukee              | 3                      |             | 3 | Atlanta              | 0                    |                      |  |  |                  |                  |                  |  |  |           |           |           |  |
|  |                        |                        |                        |             | 3 | Atlanta              | 0                    |                      |  |  |                  |                  |                  |  |  |           |           |           |  |
|  |                        |                        | 2                      | Orlando     | 4 |                      |                      |                      |  |  |                  |                  |                  |  |  |           |           |           |  |
|  | 2                      | Orlando                | 2                      | Orlando     | 4 | 4                    |                      |                      |  |  |                  |                  |                  |  |  |           |           |           |  |
|  | 2                      | Orlando                |                        |             |   |                      |                      |                      |  |  |                  |                  |                  |  |  |           |           |           |  |
|  | 7                      | Charlotte              | 0                      |             |   |                      |                      |                      |  |  |                  |                  |                  |  |  |           |           |           |  |
|  | 7                      | Charlotte              | 0                      |             | 4 | Boston               | 3                    |                      |  |  |                  |                  |                  |  |  |           |           |           |  |
|  |                        |                        |                        |             |   |                      |                      |                      |  |  |                  |                  |                  |  |  |           |           |           |  |
|  |                        |                        |                        | LA Lakers   | 4 |                      |                      |                      |  |  |                  |                  |                  |  |  |           |           |           |  |
|  | 1                      | LA Lakers              | 4                      | LA Lakers   | 4 |                      |                      |                      |  |  |                  |                  |                  |  |  |           |           |           |  |
|  | 1                      | LA Lakers              | 4                      |             |   |                      |                      |                      |  |  |                  |                  |                  |  |  |           |           |           |  |
|  | 8                      | Oklahoma City          | 2                      |             |   |                      |                      |                      |  |  |                  |                  |                  |  |  |           |           |           |  |
|  | 8                      | Oklahoma City          | 2                      |             | 1 | LA Lakers            | 4                    |                      |  |  |                  |                  |                  |  |  |           |           |           |  |
|  |                        |                        |                        |             | 1 | LA Lakers            | 4                    |                      |  |  |                  |                  |                  |  |  |           |           |           |  |
|  |                        |                        | 5                      | Utah        | 0 |                      |                      |                      |  |  |                  |                  |                  |  |  |           |           |           |  |
|  | 4                      | Denver                 | 5                      | Utah        | 0 | 2                    |                      |                      |  |  |                  |                  |                  |  |  |           |           |           |  |
|  | 4                      | Denver                 |                        |             |   |                      |                      |                      |  |  |                  |                  |                  |  |  |           |           |           |  |
|  | 5                      | Utah                   | 4                      |             |   |                      |                      |                      |  |  |                  |                  |                  |  |  |           |           |           |  |
|  | 5                      | Utah                   | 4                      |             | 1 | LA Lakers            | 4                    |                      |  |  |                  |                  |                  |  |  |           |           |           |  |
|  | Western Conference     |                        |                        |             | 1 | LA Lakers            | 4                    |                      |  |  |                  |                  |                  |  |  |           |           |           |  |
|  |                        |                        | 3                      | Phoenix     | 2 |                      |                      |                      |  |  |                  |                  |                  |  |  |           |           |           |  |
|  | 3                      | Phoenix                | 3                      | Phoenix     | 2 | 4                    |                      |                      |  |  |                  |                  |                  |  |  |           |           |           |  |
|  | 3                      | Phoenix                |                        |             |   |                      |                      |                      |  |  |                  |                  |                  |  |  |           |           |           |  |
|  | 6                      | Portland               | 2                      |             |   |                      |                      |                      |  |  |                  |                  |                  |  |  |           |           |           |  |
|  | 6                      | Portland               | 2                      |             | 3 | Phoenix              | 4                    |                      |  |  |                  |                  |                  |  |  |           |           |           |  |
|  |                        |                        |                        |             | 3 | Phoenix              | 4                    |                      |  |  |                  |                  |                  |  |  |           |           |           |  |
|  |                        |                        | 7                      | San Antonio | 0 |                      |                      |                      |  |  |                  |                  |                  |  |  |           |           |           |  |
|  | 2                      | Dallas                 | 7                      | San Antonio | 0 | 2                    |                      |                      |  |  |                  |                  |                  |  |  |           |           |           |  |
|  | 2                      | Dallas                 |                        |             |   |                      |                      |                      |  |  |                  |                  |                  |  |  |           |           |           |  |
|  | 7                      | San Antonio            | 4                      |             |   |                      |                      |                      |  |  |                  |                  |                  |  |  |           |           |           |  |

### Konferenskvartsfinaler
Cleveland Cavaliers mot Chicago Bulls
Cleveland Cavaliers vann kvartsfinalserien med 4-1 i matcher
Boston Celtics mot Miami Heat
Boston Celtics vann kvartsfinalserien med 4-1 i matcher
Atlanta Hawks mot Milwaukee Bucks
Atlanta Hawks vann kvartsfinalserien med 4-3 i matcher
Orlando Magic mot Charlotte Bobcats
Orlando Magic vann kvartsfinalserien med 4-0 i matcher
Los Angeles Lakers mot Oklahoma City Thunder
Los Angeles Lakers vann kvartsfinalserien med 4-2 i matcher
Denver Nuggets mot Utah Jazz
Utah Jazz vann kvartsfinalserien med 4-2 i matcher
Phoenix Suns mot Portland Trail Blazers
Phoenix Suns vann kvartsfinalserien med 4-2 i matcher
Dallas Mavericks mot San Antonio Spurs
San Antonio Spurs vann kvartsfinalserien med 4-2 i matcher

### Konferensemifinaler
Cleveland Cavaliers mot Boston Celtics
Boston Celtics vann semifinalserien med 4-2 i matcher
Atlanta Hawks mot Orlando Magic
Orlando Magic vann semifinalserien med 4-0 i matcher
Los Angeles Lakers mot Utah Jazz
Los Angeles Lakers vann semifinalserien med 4-0 i matcher
Phoenix Suns mot San Antonio Spurs
Phoenix Suns vann semifinalserien med 4-0 i matcher

### Konferensfinaler
Boston Celtics mot Orlando Magic
Boston Celtics vann finalserien med 4-2 i matcher
Los Angeles Lakers vs. Phoenix Suns
Los Angeles Lakers vann finalserien med 4-2 i matcher

### NBA-final
Los Angeles Lakers mot Boston Celtics
Los Angeles Lakers vann finalserien med 4-3 i matcher